# Battlefield 2: Modern Combat
Battlefield 2: Modern Combat is een first-person shooter voor de PlayStation 2, Xbox en Xbox 360. Het spel kwam op 25 oktober 2005 uit voor de PlayStation 2 en Xbox en op 11 april 2006 kwam het spel ook uit voor de Xbox 360, met verbeterde graphics en online-mogelijkheden. Tony Crowther werkte mee aan de productie van dit spel. Het is (uitbreidingen niet meegerekend) het vierde spel van de Battlefield-reeks.

## Verhaal
Het verhaal (Campaign) gaat over een fictieve oorlog in Kazachstan tussen de NAVO en China. De speler kan spelen met soldaten van beide kanten.
In de singleplayermodus kan de speler de Campaign en Challenges doen. Hoe minder mannen de speler verliest en hoe preciezer hij of zij schiet tijdens Campaign, des te meer punten hij of zij krijgt. Als een speler genoeg punten heeft verdiend, promoveert hij of zij tot een hogere rang.
Met de online multiplayer kan men met tot maximaal 24 personen online spelen via Xbox Live en PlayStation Online. De twee beschikbare speltypes zijn Capture the flag en Conquest.

## Ontvangst
| Beoordeeld door        | Platform      | Datum            | Score |
| ---------------------- | ------------- | ---------------- | ----- |
| Game Captain           | PlayStation 2 | 22 december 2005 | 89%   |
| GameSpy                | Xbox 360      | 13 april 2006    | 80%   |
| X-Power                | Xbox          | 1 december 2005  | 80%   |
| Game Freaks 365        | Xbox          | 2005             | 80%   |
| DarkZero               | Xbox 360      | 2006             | 78%   |
| Gamekult               | Xbox 360      | 14 april 2006    | 70%   |
| GamePro (USA)          | Xbox          | 25 oktober 2005  | 70%   |
| DarkZero               | PlayStation 2 | 2005             | 70%   |
| Game Informer Magazine | PlayStation 2 | december 2005    | 70%   |
| 3DAvenue               | Xbox 360      | 21 juli 2006     | 60%   |